# Standortwettbewerb
Standortwettbewerb definiert die Konkurrenz von Staaten um Produktionsfaktoren, dabei geht es insbesondere darum, dass die Ansiedlung von Unternehmen an einem Standort Vorteile für die Region bringen soll. Neben einem möglichen Anstieg der Steuereinnahmen entstehen neue Arbeitsplätze, was die Kaufkraft stärkt und eventuell weitere Unternehmen anzieht. Somit entscheidet die Wettbewerbsfähigkeit auch über den Grad der Investitionen.

## Hintergrund
Im Bestreben nach mehr Wirtschaftswachstum und Wohlstand bemühen sich Staaten um Ausländische Direktinvestitionen von ausländischen Unternehmen oder um hochqualifizierte Arbeitskräfte. Gerade bei diesen Produktionsfaktoren ist die Standortfrage sehr wichtig. Unternehmen bauen keine Produktionskapazitäten in einem Land auf, in dem die Infrastruktur nur unzureichend ausgeprägt ist.
Staaten haben daher das Bestreben, ihre Attraktivität als Investitionsstandort oder Arbeitsstandort zu erhöhen. Neue Unternehmen bereichern eine Region. Die örtlichen Verantwortlichen bemühen sich daher ihren Standort möglichst attraktiver zu gestalten als die Standorte der Mitbewerber. Die kann sich durch mögliche Steueranreize, die Vermittlung von effektiven Kontakten oder zusätzliche Investitionen äußern. Dieser Standortwettbewerb wird mittlerweile weltweit ausgetragen.
Es wird im Allgemeinen davon ausgegangen, dass Unternehmen die Attraktivität des Investitionsstandortes beispielsweise an der Qualifikationen der Arbeitskräfte, der Höhe der Löhne, der Höhe der Steuern, der Qualität der Infrastruktur oder an eventuellen Regulierungen messen.
Wichtige Faktoren sind eine funktionierende Infrastruktur und stabile Verhältnisse. Die Arbeits- und Produktionskosten spielen dabei eine wichtige Rolle. So wurden beispielsweise große Bereiche der Bekleidungsindustrie, die zuvor in Deutschland angesiedelt war nach Asien oder Osteuropa ausgelagert, um dort Kleidungsstücke mit geringeren Lohnkosten fertigen zu lassen. Niedrige Löhne führten auch in anderen Industriezweigen zu Produktionsstandort-Verlagerungen beispielsweise in der Automobilbranche oder in technischen Unternehmen. Die Lohnkosten sind jedoch nicht als alleiniger Faktor ausschlaggebend, daneben spielt das Vorhandensein gut ausgebildeten Personals oder vor Ort ansässiger Zulieferer, Kooperationspartner oder Abnehmer eine wichtige Rolle.
In der Entscheidung eines Unternehmens für oder gegen einen bestimmten Standort, spielen verschiedene Punkte, sogenannte Standortqualitäten, eine Rolle. Dabei gibt es Unterschiede zwischen Industrie- und Dienstleistungsunternehmen. So ist das verarbeitende Gewerbe beispielsweise auf eine ausreichende Energie- und Rohstoffversorgung sowie freien Außenhandel angewiesen, was für reine Dienstleister weniger wichtig ist. Im internationalen Vergleich zwischen 45 untersuchten Industrie- und Schwellenländern belegte Deutschland im Jahr 2010 Platz 5, während es noch 1995 auf Rang 14 lag.
| Rahmenbedingungen | Rahmenbedingungen | Rahmenbedingungen |
| politisch | gesellschaftlich kulturell | wirtschaftlich |
| --- | --- | --- |
| - Stabilität des politischen Systems - Sozialer Frieden - Rechtssicherheit - Institutionelle Markteintrittsbarrieren - Einstellung zu Direktinvestitionen - Staatliche Wirtschaftsförderung - Umweltschutzgesetze - Steuergesetzgebung - Staatliche Auflagen und bürokratische Regelungen                                                                  | - Gesellschaftliche Moralität - Werte und Normen in der Gesellschaft - Akzeptanz / Liberalität der Gesellschaft - Akzeptanz von Technik und Technologie in der Bevölkerung - Sprachunterschiede - Mentalitätsunterschiede - Soziale Akzeptanz ausländischer Unternehmen - Bildungs- und Kultureinrichtungen | - Wirtschaftliche Entwicklung - Währungsrisiko - Transferierbarkeit vom Gewinn und Kapital - Grad der Marktliberalisierung (Regulierung / Deregulierung) - Verfügbarkeit volkswirtschaftlicher Produktionsfaktoren - Geldpolitik (Kreditpolitik/Subventionen) |
| vorhandene Ressourcen | | |
| Geografie und Infrastruktur | Zulieferer und Absatzmärkte | Arbeitsmarktumfeld |
| - Geographische Lage - Vegetation - Klima - Gefahr durch Naturgewalten / Elementare Schäden bspw. Vulkan, Eruptionen - Verfügbarkeit von Rohstoffen, Energie und anderen natürlichen Ressourcen sowie deren Kosten - Verkehrssysteme - Forschungseinrichtungen, technologischer und wissenschaftlicher Standard - Kommunikationssysteme und -möglichkeiten | - Marktgröße/Marktwachstum - Absatzpotential - Geostrategische Bedeutung des Standorts (“Sprungbrett” für weitere Absatzmärkte) - Anzahl und Verfügbarkeit von Lieferanten - Image des Investitionslandes                                                                                                   | - Verfügbarkeit qualifizierter Arbeitskräfte - Arbeitskosten (Lohnnebenkosten) - Arbeitsproduktivität - Arbeitsmoralität - Arbeitsrechtliche Vorschriften - Arbeitnehmerorganisation - Interesse                                                              |

## Kritische Stimmen
Kritiker bemängeln, dass insbesondere multinationale Unternehmen durch die gezielte Auswahl von Standorten mit niedrigen Arbeitslöhnen, geringen Steuerlasten oder Umweltschutzauflagen, dazu beitragen, dass Arbeitnehmer und Zulieferer ausgebeutet werden oder gesundheitliche Schädigungen der Anwohner im Umfeld oder die Zerstörung der Naturräume begünstigt werden.
Der Globalisierungsprozess sollte den Wohlstand weltweit vermehren aber durch den Standortwettbewerb kam es in manchen Industrieländern sogar eher zu Einbußen, etwa durch sinkende Nettolöhne oder gar den Verlust von Arbeitsplätzen. Produktionsbereiche wurden ausgelagert, wodurch das ausgebildete Fachpersonal teilweise umgeschult werden mussten. In den südeuropäischen Ländern stieg besonders die Jugendarbeitslosigkeit an. Schlechte Bezahlung und Arbeitsbedingungen in den Entwicklungsländern führten bei der Bevölkerung nicht zu Wohlstand, Kinderarbeit werde gefördert statt abgeschafft. Der globale Wettbewerb lässt kleineren ansässigen Unternehmen kaum Chancen auf dem Markt ihre Produkte umzusetzen. Der Umweltschutz werde teilweise vernachlässigt, weil Standorte mit wesentlich niedrigeren Umweltauflagen die Investoren lockten. Das Risiko für weltweites Lohndumping steige.